# 底ぬけAIR-LINE
底ぬけAIR-LINE（そこぬけエアライン）は、かつてホリプロコムで活動していたお笑いコンビ。当初はトリオであり、M2カンパニー（渡辺正行の経営事務所「なべや」から合流）に所属していた。メンバー全員、日本映画学校中退。
2003年9月よりお笑いでの活動を休止し、その後メンバー2人を含むテクノユニットNO BOTTOM!（現:NBR 《NEW BUSHIDOU RAVERS》）を結成。2005年10月11日に本格的な活動をすべく所属事務所を離れたが、同年6月に小島がメンバーを脱退しており、2人としての実質的な活動停止時期は2005年6月である。

## メンバー
- 古坂 和仁（こさか かずひと、1973年7月17日（51歳） - ）
ボケ担当、青森県青森市出身、血液型A型、青森県立青森東高等学校卒業。
現在、古坂大魔王の芸名でNO BOTTOM!（現:NBR）や個人でミュージシャン、DJとして活動。2008年からピン芸人としても活動再開。
2016年に「ピコ太郎」のプロデューサーとしてPPAP（ペンパイナッポーアッポーペン）を発表。YouTubeでの週間再生回数が2週連続世界一になる。

- 小島 忍（こじま しのぶ、1973年5月29日（51歳） - ）
ツッコミ担当(トリオ時代はボケ担当)、愛知県江南市出身、血液型A型、名城大学附属高等学校卒業。愛称は「ねこ小島」。既婚。
特技は器械体操。古坂ともにNO BOTTOM!を結成、忍丸の名で活動。2005年6月脱退。
現在は3DCG及びコンピューターソフトウェアの制作を手掛ける 株式会社アニマ にてプロデューサーやディレクターとして活動中。2007年発売のPlayStation 2版『のだめカンタービレ』などの開発にも携わっていた。

### 旧メンバー
- 村島 亮（むらしま りょう、1973年8月9日（51歳） - ）
ツッコミ担当、熊本県出身、血液型A型。未婚。
結成当時のメンバー。1997年5月頃脱退。脱退してもしばらくの間、「ボキャブラ」のネタを送り続けていた。現在は「村島リョウ」に名前を変え、俳優、オーナー、ナレーターとして活動中。俳優としては『文學ト云フ事』や『特命係長 只野仁』（第16話）等に出演。ナレーターとしてはゴー☆ジャス動画@GameMarketの天の声で「くらゲー」として出演している。
2023年11月27日に放送された『しゃべくり007』で、爆笑問題の田中裕二に所縁ある人物の一人として、約30年ぶりにバラエティに単独で出演。

## 来歴
- 1992年、日本映画学校在籍時に古坂の声掛けでグループ結成[1]。結成時のグループ名は「よにん組」。「ハ〜イどーも！」のブリッジを挟んだスピード感溢れるショートコントや、初めにやった芝居が後に流れる音楽の歌詞と同じ動きをするという「あてぶり」というコントを得意としていた。音楽（テクノ）を駆使したコントの先駆的存在であった。日本映画学校でグループを結成した直後にプロ活動の為学校を中退。中退してプロのお笑い芸人としての活動を始めたものの、プロとしての活動の仕方がわからなかった為、エンタメ開催情報雑誌「ぴあ」に書いてあるお笑いライブイベントに片っ端に電話をしてライブに参加しその中にあった渡辺正行主催イベントをきっかけで渡辺正行が経営している事務所「なべや」に所属、その繋がりでM2カンパニーに移籍した[1]。
- 「ボキャブラ天国」シリーズには「タモリのsuperボキャブラ天国」内の「ヒットパレード」の頃から参加していた。元器械体操部である小島の特性を活かし大きなアクションを伴うネタを披露。その後、「家族そろってボキャブラ天国」まで参加した。キング（優勝）経験は無く、最高位は3位。キャッチフレーズは「きりもみ空中3回転」。村島の脱退後は「2回転」に変更された。
- 第1回爆笑オンエアバトル チャンピオン大会で「テクノ体操」というネタを披露。結果は165KBという出場者10組の中で9位という散々な結果だったが、特別審査員として参加していた立川談志から「元気があって面白かったよ」と評価され「審査員特別賞」を贈られる。その収録後に古坂と小島は談志から食事に誘われた事を明かしている。
- 2003年9月からお笑い活動を休止し、テクノグループ「ノーボトム!」の活動に専念した。
- 2005年6月、小島がゲーム開発プロデューサーへの転向に伴いノーボトム!を脱退。6月17日に行われた最後のライブには村島も客として参加し、小島自身も「ノーボトム!から依頼があれば引き受ける」といった発言をしていることから、3人は現在も交流を持っていると思われる。
小島は、2017年10月8日（関東地区放送日）の「ウチくる!?」にメインゲストの古坂の元相方として出演して、解散の真相を語った[2]。
- その後、ノーボトム!として音楽性を追求するため2005年10月11日に所属事務所のホリプロコム（M2カンパニーの後身）を退社した。

## 解散後
- 2008年から古坂がピン芸人としての活動を再開。
- テレビ番組などで過去の映像が流れる際、2008年の時点では古坂以外の2人の顔の部分は「元相方」のマークで隠されていた[3][出典無効]。2017年10月8日に古坂が出演した『ウチくる!?』では「所縁のある人物」として芸能界引退後、数年ぶりに元相方の小島が出演している[2]。2017年になると村島のみ顔が隠されて小島はそのまま顔出しをしていたが、[4][出典無効][5]2017年2月3日に古坂が出演した『中居正広の金曜日のスマイルたちへ』では、村島も過去の宣材写真を暈しなしでそのまま顔出しされており、2018年2月28日の『水曜日のダウンタウン』にて、「トリオ芸人1人抜けてポンコツと2人きりになったらそいつとはコンビ続けない説」ではプレゼンターとして古坂が出演した際には、話の流れで自分もトリオだったことについて言及した際に、元相方2人とも過去の宣材写真が暈しなしでかつ、実名もそのまま公開されている為、実質的に村島も顔出し解禁状態になっている。

## 過去の出演番組
- 笑いがいちばん（1994年9月11日 - 1995年3月26日、コントレギュラー）
- オールナイトロング2（小島のみ・不良B）
- タモリ倶楽部
- ビートたけしのお笑いウルトラクイズ（第17回 - 第19回）
- とんねるずの生でダラダラいかせて!!
- ウッチャンナンチャンのウリナリ!!
  - 2001年春の改編期に行われたレギュラーを決める番組大型企画「ウリナリ解散総選挙」に当時同事務所のバナナマン、X-GUNと共に出演。結果は落選してしまい、レギュラーの座を奪えなかった。
- ウラ日テレ
- 金曜ワラッター! Mote2大放送
- ワラッター!SUPER（青森放送）
- 爆笑オンエアバトル 戦績11勝6敗 最高501KB
  - 第1回チャンピオン大会 予選9位敗退（立川談志から審査員特別賞を授与）
  - 第2回チャンピオン大会 予選8位敗退
  - ※1999年10月17日放送回の収録と2000年7月30日放送回の収録ではアンタッチャブルとともに「オンエアバトル警察」として司会のアナウンサーに対して「司会ぶりは何KBなのか」と審査をした事がある(2000年7月30日放送回はオフエアだったが、収録の最後に登場した。1999年12月19日と2000年8月20日放送の番外編でその様子がオンエアされた)。司会者が変わった2002年度は二度番組で共演したが、オンエアバトル警察は行わなかった。
- GAHAHAキング 爆笑王決定戦
- GAHAHA王国
- ボキャブラ天国シリーズ 出演当初のキャッチフレーズは「華麗なるヒコーキ野郎」、超ボキャブラ天国以降は「きりもみ空中3回転」だったが村島の脱退に伴い、「きりもみ空中2回転」に変更された。
- 朝まで生スポ8H来て見てさわってフジテレビ
- 火曜ワイドスペシャル(現・カスペ!)・激突 なりきりスター天下とったる歌合戦!（最優秀個人賞・小島、村島在籍時）
- 北海どん!（北海道テレビ）
- 64マリオスタジアム
- Mars TV
- ブレイクもの!
- UN FACTORY カボスケ
- UN FACTORY ソムリエ
- ヤングのウ・フ・フ
- 超Eっす!
- カイカン雛スポ!
- 森脇健児のTVモグラ!
- ワイワイキッズ
- 新・諸国漫遊記
- FUTURE TRACKS
- おはスタ
- お笑いサバイバル（第3回優勝）
- 特捜TV!ガブリンチョ
- 爆笑BOOING（1週勝ち抜き）
- 裏番組をブッ飛ばせ!!'95大晦日スペシャル
- 芸能界大ボケだらけの天才クイズ王決定戦（エキシビジョン若手戦）
- お笑いダンクシュート
- AHERA
- 文學ト云フ事
- 赤坂お笑いD・O・J・O（9段取得）

### CM
- スターフォックス64